# Correbia lycoides
Correbia lycoides är en fjärilsart som beskrevs av Walker 1854. Correbia lycoides ingår i släktet Correbia och familjen björnspinnare. Inga underarter finns listade i Catalogue of Life.